# Tim Wynn
Timothy Michael Wynn, conosciuto anche come Tim Wynn (5 maggio 1970), è un compositore statunitense.
Ha composto musiche per film, serie televisive e videogiochi, tra cui: Superfast & Superfurious, Angry Games - La ragazza con l'uccello di fuoco, Mech-X4 e XCOM 2.

## Filmografia parziale

### Cinema
- Descendant, regia di Kermit Christman e Del Tenney (2003)
- To Save a Life, regia di Brian Baugh (2009)
- Angry Games - La ragazza con l'uccello di fuoco (The Starving Games), regia di Jason Friedberg e Aaron Seltzer (2013)
- Superfast & Superfurious (Superfast!), regia di Jason Friedberg e Aaron Seltzer (2015)
- Freaks, regia di Zach Lipovsky e Adam B. Stein (2018)
- The Legend of La Llorona, regia di Patricia Harris Seeley (2022)
- Final Destination Bloodlines, regia di Zach Lipovsky e Adam Stein (2025)

### Televisione
- Lottare per un sogno (An American Girl: McKenna Shoots for the Stars) - film TV, regia di Vince Marcello (2012)
- Mech-X4 - serie TV, 36 episodi (2016-2018)
- Supernatural - serie TV, 8 episodi (2018-2020)

## Videogiochi
- Il Punitore (2005)
- Warhawk (2007)
- I Simpson - Il videogioco (2007)
- Command & Conquer: Red Alert 3 (2008)
- Red Faction: Guerrilla (2009)
- Command & Conquer 4: Tiberian Twilight (2010)
- The Darkness II (2012)
- XCOM 2 (2016)
- Total War Saga: Troy (2020)